# أنتوني إيمار
أنتوني إيمار (بالفرنسية: Anthony Aymard)‏ هو لاعب كرة قدم فرنسي في مركز الدفاع، ولد في 11 مايو 1988 في لو بوي أون فيلاي في فرنسا. لعب مع بنوم بنه كراون وتانجونغ باغار يونايتد.

## وصلات خارجية
- أنتوني إيمار على موقع قاعدة بيانات كرة القدم.إي يو (الإنجليزية)
- أنتوني إيمار على موقع Soccerway.com (الإنجليزية)